# Gmina Hjørring (1970–2006)

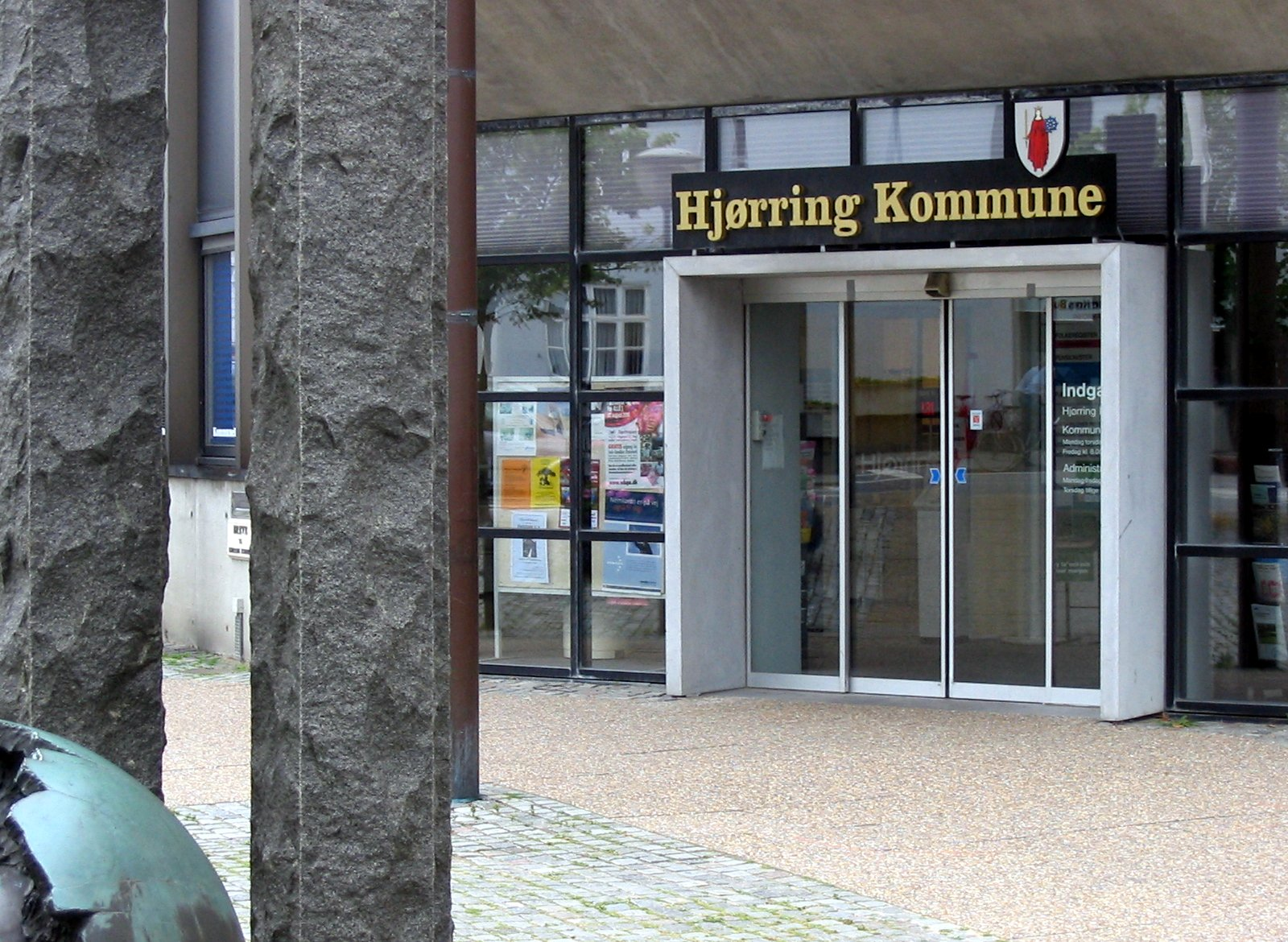
Urząd gminy Hjørring

Gmina Hjørring (duń. Hjørring Kommune) - istniejąca w latach 1970–2006 gmina w Danii w okręgu północnej Jutlandii (Nordjyllands Amt). 
Siedzibą władz gminy było miasto Hjørring. Gmina Hjørring została utworzona 1 kwietnia 1970 na mocy reformy podziału administracyjnego Danii. Po kolejnej reformie w 2007 r. weszła (wraz z gminami Hirtshals, Løkken-Vrå i Sindal) w skład nowej gminy Hjørring.

## Dane liczbowe
- Liczba ludności: (♀ 17 420 + ♂ 18 055) = 35 475
  - wiek 0-6: 8,3%
  - wiek 7-16: 13,3%
  - wiek 17-66: 63,8%
  - wiek 67+: 14,6%
- zagęszczenie ludności: 114,1 osób/km²
- bezrobocie: 7,3% osób w wieku 17-66 lat
- cudzoziemcy z UE, Skandynawii i USA: 112 na 10 000 osób
- cudzoziemcy z krajów Trzeciego Świata: 217 na 10 000 osób
- liczba szkół podstawowych: 10 (liczba klas: 206)